# 100 meter för herrar vid svenska mästerskapen i friidrott 2012
100 m för herrar vid svenska mästerskapen i friidrott 2012 ägde rum 24  augusti 2012
| Försök heat 1 0,0(vind)                       |
| --------------------------------------------- |
| 1 Stefan Tärnhuvud 85 Sundsvalls FI 10.73 Q   |
| 2 Tom Kling-Baptiste 90 Huddinge AIS 10.81 Q  |
| 3 Jesper Lang 92 Öresund FK 11.00 Q           |
| 4 André Drummond 90 Spårvägens FK 11.05       |
| 5 Johan Forsberg 92 IFK Lidingö 11.32         |
| 6 Nils-Göran Nilsson 88 Turebergs FK 11.41    |
| 7 Frederick Gustavsson 93 Spårvägens FK 11.48 |
| - Patrik Gutke 89 SC Athletique dnf           |

| Försök heat 2 2,6(vind)                    |
| ------------------------------------------ |
| 1 Nil de Oliveira 86 Spårvägens FK 10.64 Q |
| 2 David Sennung 91 Ullevi FK 10.76 Q       |
| 3 Carl Armfelt 84 Spårvägens FK 10.78 Q    |
| 4 Robin Nordkvist 93 Huddinge AIS 11.01 q  |
| 5 Hannes Kvist-Wirdmo 94 IFK Växjö 11.03   |
| 6 Mikael Storm 91 Eksjö Södra IK 11.36     |
| 7 Andrej Ekholm 89 Huddinge AIS 11.48      |

| Försök heat 3 1,4(vind)                      |
| -------------------------------------------- |
| 1 Odain Rose 92 IFK Umeå 10.61 Q             |
| 2 Benjamin Olsson 91 IFK Helsingborg 10.65 Q |
| 3 Adam Denguir 94 Lomma FIK 10.82 Q          |
| 4 Shahbaz Safdar 92 IF Kville 10.98 q        |
| 5 Victor Kårelid 89 Hammarby IF 11.12        |
| 6 Oscar Johansson 92 Spårvägens FK 11.29     |
| 7 Mikael Gerlach 84 Sundsvalls FI 11.54      |
| 8 Sebastian Svedhamme 88 Spårvägens FK 11.98 |

| Försök heat 4 0,5(vind)                          |
| ------------------------------------------------ |
| 1 Alexander Brorsson 90 IFK Växjö 10.54 Q        |
| 2 Mathias Dufournier 90 IF Göta Karlstad 10.66 Q |
| 3 Jan Wocalewski 93 Huddinge AIS 10.77 Q         |
| 4 Nasser Sebabi 82 IF Kville 10.99 q             |
| 5 Dennis Karanda 89 Öresund FK 11.01 q           |
| 6 Judel Kibondo 86 Sundbybergs IK 11.13          |
| 7 Julian Gabert 86 Spårvägens FK 11.40           |

| Semifinal heat 1 1,0(vind)                   |
| -------------------------------------------- |
| 1 Alexander Brorsson 90 IFK Växjö 10.52 Q    |
| 2 Stefan Tärnhuvud 85 Sundsvalls FI 10.65 Q  |
| 3 Jan Wocalewski 93 Huddinge AIS 10.67 Q     |
| 4 Benjamin Olsson 91 IFK Helsingborg 10.69 q |
| 5 Tom Kling Baptiste 90 Huddinge AIS 10.82   |
| 6 Dennis Karanda 89 Öresund FK 10.90         |
| 6 Jesper Lang 92 Öresund FK 10.90            |
| 8 Shahbaz Safdar 92 IF Kville 10.93          |

| Semifinal heat 1 1,8(vind)                       |
| ------------------------------------------------ |
| 1 Nil de Oliveira 86 Spårvägens FK 10.45 Q       |
| 2 Odain Rose 92 IFK Umeå 10.51 Q                 |
| 3 Mathias Dufournier 90 IF Göta Karlstad 10.70 Q |
| 4 David Sennung 91 Ullevi FK 10.71 q             |
| 5 Carl Armfelt 84 Spårvägens FK 10.82            |
| 6 Adam Denguir 94 Lomma FIK 10.93                |
| 7 Nasser Sebabi 82 IF Kville 10.95               |
| - Robin Nordkvist 93 Huddinge AIS dnf            |

| Final 0,0(vind)                                |
| ---------------------------------------------- |
| 1 Nil de Oliveira 86 Spårvägens FK 10.42       |
| 2 Alexander Brorsson 90 IFK Växjö 10.57        |
| 3 Odain Rose 92 IFK Umeå 10.62                 |
| 4 Jan Wocalewski 93 Huddinge AIS 10.64         |
| 5 David Sennung 91 Ullevi FK 10.76             |
| 6 Benjamin Olsson 91 IFK Helsingborg 10.76     |
| 7 Mathias Dufournier 90 IF Göta Karlstad 10.87 |
| - Stefan Tärnhuvud 85 Sundsvalls FI dns        |

### Webbkällor
- Resultatarkiv hos friidrott.se
- Stora SM, dag 1 Läst 2013-08-25